# Fargo (sèrie de televisió)
Fargo és una sèrie de televisió nord-americana de gènere policíac amb tocs d'humor negre creada i escrita principalment per Noah Hawley. La sèrie està inspirada en la pel·lícula del mateix nom de 1996 guanyadora de diversos premis, escrita i dirigida pels germans Joel Coen i Ethan Coen, que alhora són els productors executius de la sèrie juntament amb Noah Hawley. La sèrie fou estrenada el 15 d'abril de 2014 al canal FX Networks. La sèrie segueix el que es coneix com un format d'antologia, en la qual es presenta una història i/o un conjunt de personatges diferents en cada temporada. No obstant això, cada temporada comparteix una cronologia comú amb la pel·lícula original.
La primera temporada, ambientada en el 2006 i protagonitzada per Billy Bob Thornton, Allison Tolman, Colin Hanks, i Martin Freeman, va comptar amb el reconeixement de la crítica. Va guanyar el Premis Emmy com a Millor minisèrie, Millor direcció i Millor càsting, sent nominada a un total de quinze categories diferents. També va guanyar el 2014 el Premis Globus d'Or a la Millor minisèrie i Millor actor de minisèrie per a Billy Bob Thornton.
La segona temporada, ambientada en el 1979 i protagonitzada per Kirsten Dunst, Patrick Wilson, Jesse Plemons, Jean Smart, i Ted Danson s'estrenà el 15 d'octubre de 2015. Va rebre tres nominacions al Premis Globus d'Or i diverses als Premis Emmy, incloent-hi la de Millor minisèrie i les de millor actriu per a Kirsten Dunst, Jesse Plemons, Jean Smart, i Bokeem Woodbine.
La tercera temporada, ambientada en el 2010 i protagonitzada aquest cop per Ewan McGregor, Carrie Coon, Mary Elizabeth Winstead, Goran Bogdan i David Thewlis, es va començar a filmar a principis del 2017 a Calgary, Alberta (Canadà) i s'estrenà el 19 d'abril del mateix any.

## Repartiment

### Temporada 1
- Martin Freeman com Lester Nygaard, venedor d'assegurances.
- Billy Bob Thornton com Lorne Malvo, assassí a sou.
- Allison Tolman com Molly Solverson, ajudant de policia de Bemidji.
- Colin Hanks com Gus Grimly, oficial de policia de Duluth.

### Temporada 2
- Kirsten Dunst com Peggy Blumquist, esteticista i dona d'Ed Blumquist.
- Patrick Wilson com Lou Solverson, agent de la policia estatal.
- Jesse Plemons com Ed Blumquist, carnisser.
- Jean Smart com Floyd Gerhardt, dona d'Otto Gerhardt, el cap més prominent del sindicat del crim organitzat de Fargo.
- Ted Danson com Hank Larsson, xèrif i sogre de Lou Solverson.

### Temporada 3
- Ewan McGregor com els germans Emmit i Ray Stussy.
- Carrie Coon com Gloria Burgle, excap de policia d'Eden Valley.
- Mary Elizabeth Winstead com Nikki Swango, companya de Ray Stussy.
- David Thewlis com V. M. Varga, home de negocis britànic amb tractes amb l'Emit Stussy.
- Goran Bogdan com Yuri Gurka, ucraïnès a sou de V. M. Varga.

## Episodis

### Primera temporada
| Núm. d'història | Episodi | Títol                            | Direcció        | Guió        | Data d'estrena als EUA |  |
| --- | ------- | -------------------------------- | --------------- | ----------- | ---------------------- |  |
| 1 | 1       | "The Crocodile's Dilemma"        | Adam Bernstein  | Noah Hawley | 15 d'abril de 2014     |  |
| |         |                                  |                 |             |                        |  |
| 2 | 2       | "The Rooster Prince"             | Adam Bernstein  | Noah Hawley | 22 d'abril de 2014     |  |
| |         |                                  |                 |             |                        |  |
| 3 | 3       | "A Muddy Road"                   | Randall Einhorn | Noah Hawley | 29 d'abril de 2014     |  |
| |         |                                  |                 |             |                        |  |
| 4 | 4       | "Eating the Blame"               | Randall Einhorn | Noah Hawley | 6 de maig de 2014      |  |
| |         |                                  |                 |             |                        |  |
| 5 | 5       | "The Six Ungraspables"           | Colin Bucksey   | Noah Hawley | 13 de maig de 2014     |  |
| |         |                                  |                 |             |                        |  |
| 6 | 6       | "Buridan's Ass"                  | Colin Bucksey   | Noah Hawley | 20 de maig de 2014     |  |
| |         |                                  |                 |             |                        |  |
| 7 | 7       | "Who Shaves the Barber?"         | Scott Winant    | Noah Hawley | 27 de maig de 2014     |  |
| |         |                                  |                 |             |                        |  |
| 8 | 8       | "The Heap"                       | Scott Winant    | Noah Hawley | 3 de juny de 2014      |  |
| |         |                                  |                 |             |                        |  |
| 9 | 9       | "A Fox, a Rabbit, and a Cabbage" | Matt Shakman    | Noah Hawley | 10 de juny de 2014     |  |
| |         |                                  |                 |             |                        |  |
| 10 | 10      | "Morton's Fork"                  | Matt Shakman    | Noah Hawley | 17 de juny de 2014     |  |
| |         |                                  |                 |             |                        |  |
| El 2006 el venedor d'assegurances Lester Nygaard (Martin Freeman) veu com el seu món canvia de cop quan un misteriós i salvatge desconegut (Billy Bob Thornton) arriba accidentalment a la ciutat de Bemidji (Minnesota). Mentrestant, l'ajudant de policia Molly Solverson (Allison Tolman) i l'oficial de policia de Duluth, Gus Grimly (Colin Hanks), s'uneixen casualment per intentar resoldre un seguit de morts que es produeixen i que creuen que poden estar vinculades amb el Lester Nygaard i el desconegut. |         |                                  |                 |             |                        |  |

### Temporada 2
| Núm. d'història | Episodi | Títol                              | Direcció                            | Guió                                   | Data d'estrena als EUA |  |
| --- | ------- | ---------------------------------- | ----------------------------------- | -------------------------------------- | ---------------------- |  |
| 11 | 1       | "Waiting for Dutch"                | Michael Uppendahl i Randall Einhorn | Noah Hawley                            | 12 d'octubre de 2015   |  |
| |         |                                    |                                     |                                        |                        |  |
| 12 | 2       | "Before the Law"                   | Noah Hawley                         | Noah Hawley                            | 19 d'octubre de 2015   |  |
| |         |                                    |                                     |                                        |                        |  |
| |         |                                    |                                     |                                        |                        |  |
| 13 | 3       | "The Myth of Sisyphus"             | Michael Uppendahl                   | Bob DeLaurentis                        | 26 d'octubre de 2015   |  |
| |         |                                    |                                     |                                        |                        |  |
| 14 | 4       | "Fear and Trembling"               | Michael Uppendahl                   | Steve Blackman                         | 2 de novembre de 2015  |  |
| |         |                                    |                                     |                                        |                        |  |
| 15 | 5       | "The Gift of the Magi"             | Jeffrey Reiner                      | Matt Wolpert i Ben Nedivi              | 9 de novembre de 2015  |  |
| |         |                                    |                                     |                                        |                        |  |
| 16 | 6       | "Rhinoceros"                       | Jeffrey Reiner                      | Noah Hawley                            | 16 de novembre de 2015 |  |
| |         |                                    |                                     |                                        |                        |  |
| 17 | 7       | "Did You Do This? No, You Did It!" | Keith Gordon                        | Noah Hawley, Matt Wolpert i Ben Nedivi | 23 de novembre de 2015 |  |
| |         |                                    |                                     |                                        |                        |  |
| 18 | 8       | "Loplop"                           | Keith Gordon                        | Bob DeLaurentis                        | 30 de novembre de 2015 |  |
| |         |                                    |                                     |                                        |                        |  |
| 19 | 9       | "The Castle"                       | Adam Arkin                          | Noah Hawley i Steve Blackman           | 7 de desembre de 2015  |  |
| |         |                                    |                                     |                                        |                        |  |
| 20 | 10      | "Palindrome"                       | Adam Arkin                          | Noah Hawley                            | 14 de desembre de 2015 |  |
| |         |                                    |                                     |                                        |                        |  |
| El 1979, l'esteticista Peggy Blumquist (Kirsten Dunst) i el seu marit, el carnisser Ed Blumquist (Jesse Plemons) de Luverne (Minnesota), encobreixen l'atropellament i posterior mort de Rye Gerhardt (Kieran Culkin), fill de Floyd Gerhardt (Jean Smart), matriarca de la família Gerhardt del crim organitzat de la ciutat de Fargo (Dakota del Nord). Mentrestant, l'agent de la policia estatal Lou Solverson (Patrick Wilson), i el seu sogre, el xèrif Hank Larsson (Ted Danson), investiguen un triple assassinat en un restaurant amb connexions amb l'assassinat del fill dels Gerhardt. Tot això, mentre han de protegir el candidat del Partit Republicà, Ronald Reagan, durant una visita de campanya a Fargo. |         |                                    |                                     |                                        |                        |  |

### Tercera temporada
| Núm. d'història | Episodi | Títol                                | Direcció          | Guió                                 | Data d'estrena als EUA |  |
| --- | ------- | ------------------------------------ | ----------------- | ------------------------------------ | ---------------------- |  |
| 21 | 1       | "The Law of Vacant Places"           | Noah Hawley       | Noah Hawley                          | 19 d'abril de 2017     |  |
| |         |                                      |                   |                                      |                        |  |
| 22 | 2       | "The Principle of Restricted Choice" | Michael Uppendahl | Noah Hawley                          | 26 d'abril de 2017     |  |
| |         |                                      |                   |                                      |                        |  |
| 23 | 3       | "The Law of Non-Contradiction"       | John Cameron      | Matt Wolpert i Ben Nedivi            | 3 de maig de 2017      |  |
| |         |                                      |                   |                                      |                        |  |
| 24 | 4       | "The Narrow Escape Problem"          | Michael Uppendahl | Monica Beletsky                      | 10 de maig de 2017     |  |
| |         |                                      |                   |                                      |                        |  |
| 25 | 5       | "The House of Special Purpose"       | Dearbhla Walsh    | Bob DeLaurentis                      | 17 de maig de 2017     |  |
| |         |                                      |                   |                                      |                        |  |
| 26 | 6       | "The Lord of No Mercy"               | Dearbhla Walsh    | Noah Hawley                          | 24 de maig de 2017     |  |
| |         |                                      |                   |                                      |                        |  |
| 27 | 7       | "The Law of Inevitability"           | Mike Barker       | Noah Hawley, Matt Wolpert Ben Nedivi | 31 de maig de 2017     |  |
| |         |                                      |                   |                                      |                        |  |
| 28 | 8       | "Who Rules the Land of Denial?"      | Mike Barker       | Noah Hawley i Monica Beletsky        | 7 de juny de 2017      |  |
| |         |                                      |                   |                                      |                        |  |
| 29 | 9       | "Aporia"                             | Keith Gordon      | Noah Hawley i Bob DeLaurentis        | 14 de juny de 2017     |  |
| |         |                                      |                   |                                      |                        |  |
| 30 | 10      | "Somebody to Love"                   | Keith Gordon      | Noah Hawley                          | 21 de juny de 2017     |  |
| |         |                                      |                   |                                      |                        |  |
| Durant el desembre de 2010, l'oficial de llibertat condicional Ray Stussy (Ewan McGregor), amb el suport de la seva companya Nikki Swango (Mary Elizabeth Winstead), acusa al seu germà bessó Emmit, un home de negocis d'èxit però amb els seus propis problemes, de la mala sort que ha tingut a la vida des que el va enganyar quan eren joves per quedar-se amb l'herència del seu pare. La rivalitat entre tots dos els porta cap a un camí cada cop més cruel i irracional. Els fets tenen lloc a les localitats de Saint Cloud, Eden Valley i Eden Prairie a Minnesota. |         |                                      |                   |                                      |                        |  |

## Aquesta és una història real
Igual que en la pel·lícula original, cada episodi comença amb el text superposat:
| « | Aquesta és una història real. Els fets narrats van tenir lloc a Minnesota el [any]. Per petició dels supervivents els noms s'han canviat. Per respecte als morts, la resta ha estat narrada tal com va passar. | » |

Però tant en una com en l'altra, aquesta afirmació és completament falsa. Noah Hawley va continuar utilitzant aquest recurs per jugar amb el realisme de la història.

## Premis
La sèrie ha estat nominada a un total de 164 premis, de les quals ha sortit guanyadora en quaranta d'aquestes nominacions.
Alguns dels principals premis que ha rebut la sèrie han sigut:
- Millor Espectacle televisió de l'any 2014 i 2015 de l'American Film Institute Awards.[9]
- Millor mini sèrie de l'any 2015 de la 30a edició dels Artios Awards.[10]
- Millor música de sèrie televisiva de l'any 2015 per a Jeff Russo de l'ASCAP Film and Television Music Awards.[11]
- Millor actor de repartiment per a Bokeem Woodbine en una sèrie de televisió l'any 2016 en la 16a edició dels Black Reel Awards.[12]
- Millor mini sèrie, millor actor principal per a Billy Bob Thornton i millor actriu de repartiment per a Allison Tolman l'any 2014 en la 4a edició dels Critics' Choice Television Awards[13]
- Millor mini sèrie, millor actriu principal per a Kirsten Dunst, millor actor de repartiment per a Jesse Plemons i millor actriu de repartiment per a Jean Smart l'any 2016 en la 6a edició dels Critics' Choice Television Awards[14]
- Millor drama televisió de l'any 2016 en la 7a edició dels Dorian Awards[15]
- Millor mini sèrie i millor director per a Colin Bucksey per l'episodi "Buridan's Ass" en la 66a edició dels Primetime Emmy Awards[16]
- Millor mini sèrie, millor actor de repartiment per a Bob Odenkirk i millor actriu de repartiment per a Allison Tolman de l'any 2014 dels Gold Derby TV Awards.[17]
- Millor mini sèrie, millor actriu de repartiment per a Jean Smart de l'any 2016 dels Gold Derby TV Awards.[18]
- Millor mini sèrie i millor actor per a Billy Bob Thornton l'any 2015 de la 72a edició dels Golden Globe Awards.[19]
- Millor actor jove per a Spencer Drever l'any 2014 dels Joey Awards[20]